# Patte d’Oie (Ouagadougou)
Patte d’Oie (frz. „Gänsefuß“) ist ein Stadtbezirk von Ouagadougou, der Hauptstadt des westafrikanischen Staates Burkina Faso. Er liegt im Süden der Kapitale an der Straße nach Léo, südlich des Flughafens und der Ringstraße und umfasst den Secteur 15. Südlich an Patte d’Oie schließt das neue Regierungsviertel Ouaga 2000 an.
In Patte d’Oie befindet sich OUAGARINTER, ein Komplex mit Busbahnhof, Güterumschlagplatz für Lastwagen sowie einer Zollstation.